# Фрабони, Майк
Майк Фрабо́ни (англ. Mike Fraboni; род. 5 июня 1948, Хиббинг, Миннесота) — американский кёрлингист.
Играл в основном на позиции четвёртого. Был скипом команды.
В составе мужской сборной США участник двух чемпионатов мира среди мужчин, бронзовый призёр в 1991. Двукратный чемпион США среди мужчин, двукратный чемпион США среди смешанных команд, двукратный чемпион США среди ветеранов, бронзовый призёр чемпионата мира среди ветеранов в 2008.
Работает айсмейкером (англ. ice maker; специалист по подготовке льда для кёрлинга) в кёрлинг-клубе Madison Curling Club в городе Мадисон (штат Висконсин).

## Достижения
- Чемпионат мира по кёрлингу среди мужчин: бронза (1991).
- Чемпионат США по кёрлингу среди мужчин: золото (1991, 2002).
- Континентальный Кубок по кёрлингу (в составе команды Северной Америки): золото (2002).
- Чемпионат США по кёрлингу среди смешанных команд: золото (1995, 1998), бронза (1994).
- Чемпионат мира по кёрлингу среди ветеранов: бронза (2008).
- Чемпионат США по кёрлингу среди ветеранов: золото (2008, 2019).

## Команды
| Сезон                                          | Четвёртый     | Третий             | Второй        | Первый        | Запасной                          | Турниры                         |
| ---------------------------------------------- | ------------- | ------------------ | ------------- | ------------- | --------------------------------- | ------------------------------- |
| 1990—91                                        | Стив Браун    | Пол Пустовар       | Джордж Годфри | Уолли Генри   | Майк Фрабони                      | ЧСША 1991 · ЧМ 1991             |
| 1991—92                                        | Стив Браун    | Пол Пустовар       | Джордж Годфри | Ричард Маскел | Майк Фрабони                      | [ 4 ]                           |
| 1996—97                                        | Майк Фрабони  | Paul Hanke         | ?             | Walter Erbach |                                   |                                 |
| 2001—02                                        | Пол Пустовар  | Майк Фрабони       | Джефф Гудленд | Ричард Маскел | Дэйв Нельсон тренер: Майкл Лиапис | ЧСША 2002 · ЧМ 2002 (4 место)   |
| 2002—03                                        | Пол Пустовар  | Майк Фрабони       | Джефф Гудленд | Ричард Маскел |                                   | ККК 2002                        |
| 2003—04                                        | Пол Пустовар  | Майк Фрабони       | Джефф Гудленд | Ричард Маскел |                                   |                                 |
| 2007—08                                        | David Russell | Bill Rhyme         | Mark Swandby  | David Carlson | Майк Фрабони                      | ЧСШАВ 2008 · ЧМВ 2008           |
| 2011—12                                        | Майк Фрабони  | Bill Rhyme         | Mark Swandby  | David Russell |                                   |                                 |
| 2012—13                                        | Майк Фрабони  | Bill Rhyme         | Mark Swandby  | David Russell |                                   |                                 |
| 2013—14                                        | Майк Фрабони  | Bill Rhyme         | Mark Swandby  | David Russell |                                   |                                 |
| 2018—19                                        | Джефф Гудленд | Майк Фрабони       | Pete Westberg | Dan Wiza      | Тодд Бирр                         | ЧСШАВ 2019 · ЧМВ 2019 (5 место) |
| Кёрлинг среди смешанных команд (mixed curling) |               |                    |               |               |                                   |                                 |
| 1993—94                                        | Майк Фрабони  | Марсия Тиллиш      | Ричард Маскел | Джони Коттен  |                                   | ЧСШАСК 1994                     |
| 1994—95                                        | Майк Фрабони  | Эллисон Поттинджер | Mark Swandby  | Toni Swandby  |                                   | ЧСШАСК 1995                     |
| 1997—98                                        | Майк Фрабони  | Эллисон Поттинджер | Крейг Браун   | Трейси Сэчен  |                                   | ЧСШАСК 1998                     |

(скипы выделены полужирным шрифтом)